# Сата (нос)
Сата (на японски: 佐多岬, по английската Система на Хепбърн Sata) е нос в най-южния край на полуостров Осуми на о. Кюшу, Япония. Нос Сата е най-южната точка на острова.
През 1871 г. тук е построен морски фар проектиран от шотландеца Ричард Хенри Брунтън.